# نادي اتحاد لعصابة
نادي اتحاد لعصابة لكرة القدم هو نادي كرة قدم موريتاني مقره بكيفة.